# Juan Cornejo
Juan Francisco Cornejo Palma (Santiago del Cile, 27 febbraio 1990) è un calciatore cileno, difensore del Coquimbo Unido.

## Palmarès

### Club

#### Competizioni nazionali
- Campionato cileno: 3

Universidad Católica: 2019, 2020, 2021
- Supercopa de Chile: 3

Universidad Católica: 2019, 2020, 2021